# Ивашково (Одинцовский район)
Ивашково — деревня в Одинцовском районе Московской области, в составе сельского поселения Ершовское. Население 52 человек на 2006 год. До 2006 года Ивашково входило в состав Ершовского сельского округа.
Деревня расположена на северо-западе района, в 6 километрах на северо-запад от Звенигорода, на левом берегу реки Сторожка у впадения её правого притока Хвощинки, высота центра над уровнем моря 183 м.
Впервые в исторических документах деревня встречается в писцовой книге 1558 года, как сельцо Ивашково во владении Семена Никифоровича Хвощинского. В Смутное время пришло запустение и лишь в 1705 году упоминается Богородское, Ивашково тож (Богородское — располагавшееся рядом село, также исчезнувшее в Смутное время), как вотчина стольника Ивана Головина. По Экономическим примечаниям 1800 года в сельце, принадлежавшем князю Александру Николаевичу Голицыну, в 30 дворах сельца проживало 106 мужчин и 98 женщин. Ивашково сильно пострадало во время войны 1812 года. На 1852 год в деревне Ивашкове, Богородском тож, числилось 7 дворов, 51 душа мужского пола и 48 — женского, в 1890 году — 163 человека. По Всесоюзной переписи 17 декабря 1926 года числилось 53 хозяйства и 254 жителя, имелся сельсовет; по переписи 1989 года — 28 хозяйств и 51 житель.